# Elimia lachryma
Elimia lachryma fue una especie de molusco gasterópodo de la familia Pleuroceridae en el orden de los Mesogastropoda.

## Distribución geográfica
Fue  endémica de Estados Unidos.  